# Мадридский турнир 1575
Мадридский турнир 1575 — условное название серии партий, состоявшихся в 1575 году при дворе испанского короля Филиппа II; считается первым международным соревнованием в истории шахмат, в котором Дж. Леонардо и П. Бои играли (в разное время) партии против Р. Лопеса и испанского шахматиста Альфонсо Серона и выиграли у них.

## «Мадридский турнир» в искусстве
- Луиджи Муссини — картина «Шахматный турнир при дворе короля Испании» (или «Леонардо да Кутро и Руй Лопес играют в шахматы при дворе короля Испании» (1883 г.)
- Андрей Авраменко — историко-приключенческий рассказ «Шахматный турнир 1575 года» (2021)